# گلمیخ‌پوست
گلمیخ‌پوست (نام علمی: Heloderma) نام یک سرده از فروراسته مارمولک‌ریختان است.